# Wario Land II
Wario Land II es un videojuego de plataformas de Wario desarrollado por Nintendo R&D1: originalmente, para la Game Boy, y meses después, para la Game Boy Color

## Historia
Un día por la mañana, un trío de piratas sospechosos, liderados por la capitana Sirope, entran en el castillo de Wario. Buscan sus tesoros, y acaban por encontrarlos y robarlos, además de inundar el castillo y despertar a Wario con un reloj despertador. Wario se despierta y se da cuenta de que faltan sus tesoros, así que va en busca de ellos, embarcándose en una aventura que no le va a ser nada fácil.

## Controles
- A: Saltar. Confirmar

- B: Atacar. Cancelar. Lanzar enemigos y objetos. Nadar más rápido.

- Flecha arriba: Preparase para un salto alto. Entrar por una puerta.

- Flecha abajo: Agacharse. Hacer la caída mientras Wario está en el aire. Empezar a rodar por una rampa.

- Flecha izquierda y derecha: Moverse para los lados.

- Start: Pausa.

- Select: Menú de guardado.

## Estados de Wario
- Wario aplastado: Ciertos enemigos pueden aplastar a Wario. Ventajas: Puede pasar por lugares estrechos y planear por el aire.

- Wario gordo: Los cocineros pueden lanzarle pasteles a Wario para que engorde. Ventajas: Puede destrozar algunos bloques gracias a su peso y se vuelve inmune a cualquier ataque. Desventajas: Wario es más lento y su salto disminuye.

- Wario quemado: Hay algunas ratas que pueden llegar a quemar a Wario. Ventajas: Puede destruir ciertos bloques. Desventajas: No puede dejar de moverse durante cierto tiempo.

- Wario borracho: Si un pingüino le lanza cerveza, hace que Wario se vuelva borracho. Ventajas: Si el jugador hace que Wario eructe un gas por la boca y le dé a un enemigo, lo elimina.

- Wario zombi: Unos fantasmas o zombis transforman al personaje en un zombi. Ventajas: Puede pasar a través de los suelos y se vuelve inmune a cualquier ataque. Desventajas: No puede saltar.

- Wario hinchado: Existen unas abejas, además de otros elementos del juego, que pueden hacer que Wario se hinche y empliece a volar hacia arriba. Ventajas: Puede llegar a lugares inaccesibles. Desventajas: Solo golpeándose con alguna superficie de arriba se podrá detener el efecto.

- Mini wario: A veces un mago puede convertir a Wario en un enano. Ventajas: Puede correr más rápido y saltar más.

- Wario rebotante: Unos simios pueden hacer rebotar a Wario si es golpeado con sus martillos. Ventajas: Puede llegar a lugares muy altos.

- Wario congelado: Si Wario es congelado, saldrá deslizándose hasta chocar con algo.

## Secretos
- Al acabar el videojuego por cualquier capítulo, aparece como pantalla principal los tesoros restantes por obtener y el mapa de tesoro que muestra las piezas recolectadas en los bonus.
- Para acceder a un capítulo secreto en el primer capítulo, hay que dejar dormido a Wario hasta que salga la pantalla de completación del nivel.
- Al conseguir todas las piezas del mapa, se abrirá al final del mapa otra casilla llamada Game que se trata del juego Flagman D-D de Game & Watch, pero con los personajes de Wario. Se juega usando los botones de dirección para los números 1 a 4 y el B y A como botones 5 y 6 respectivamente.
- En este videojuego Wario es inmortal, al igual que en Wario Land 3.

- Datos: Q1635462